# Matsuya Foods

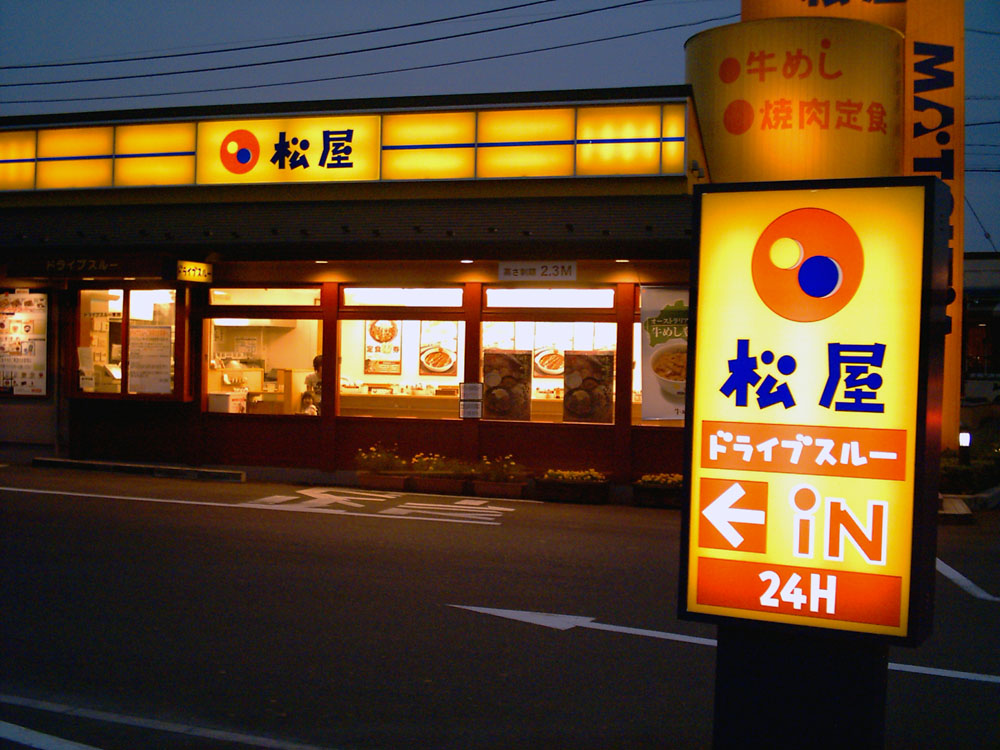
"Matsuya" là một chuỗi gyūdon lớn ở Nhật Bản.

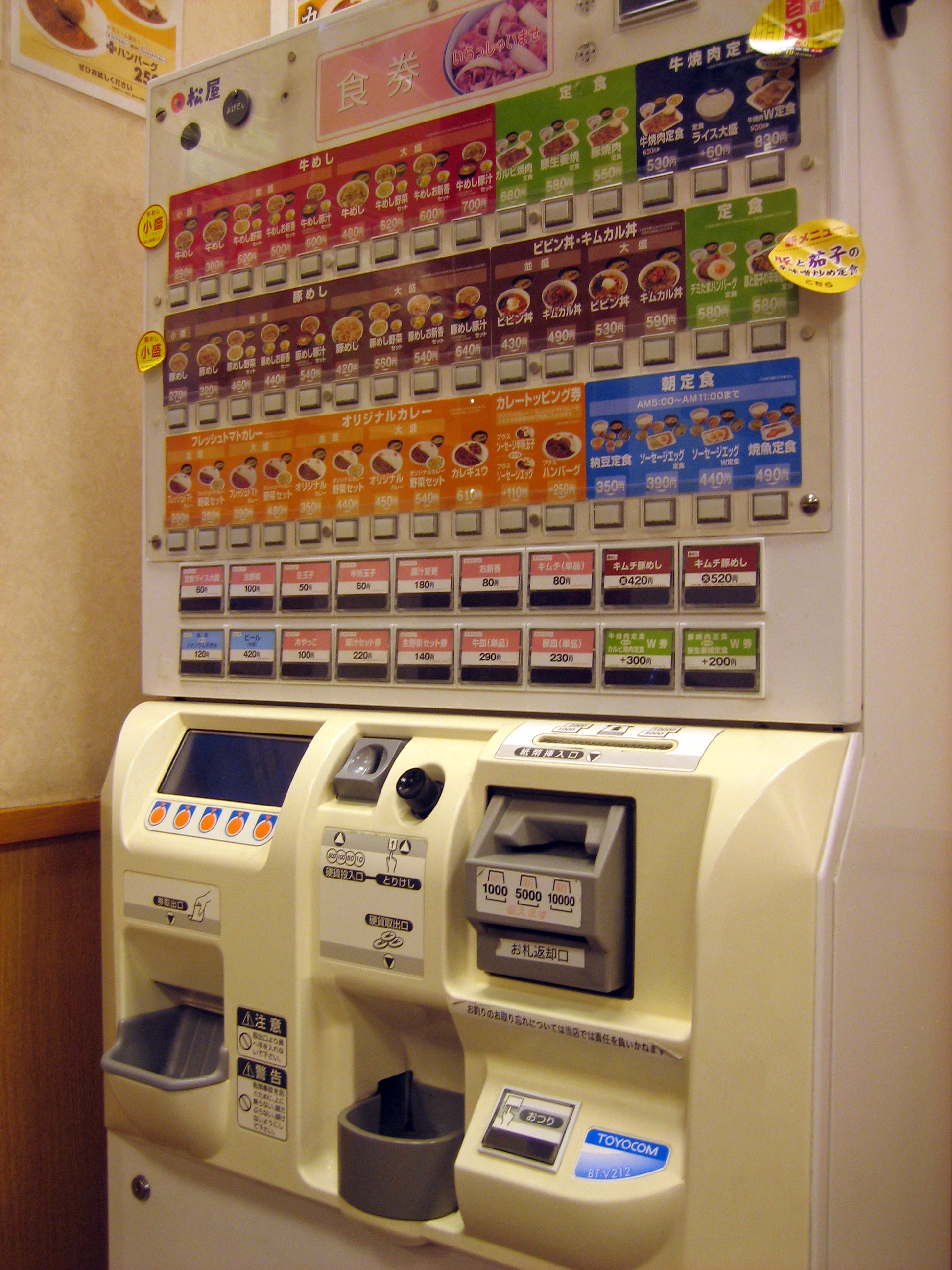
Máy bán vé thức ăn tại Matsuya

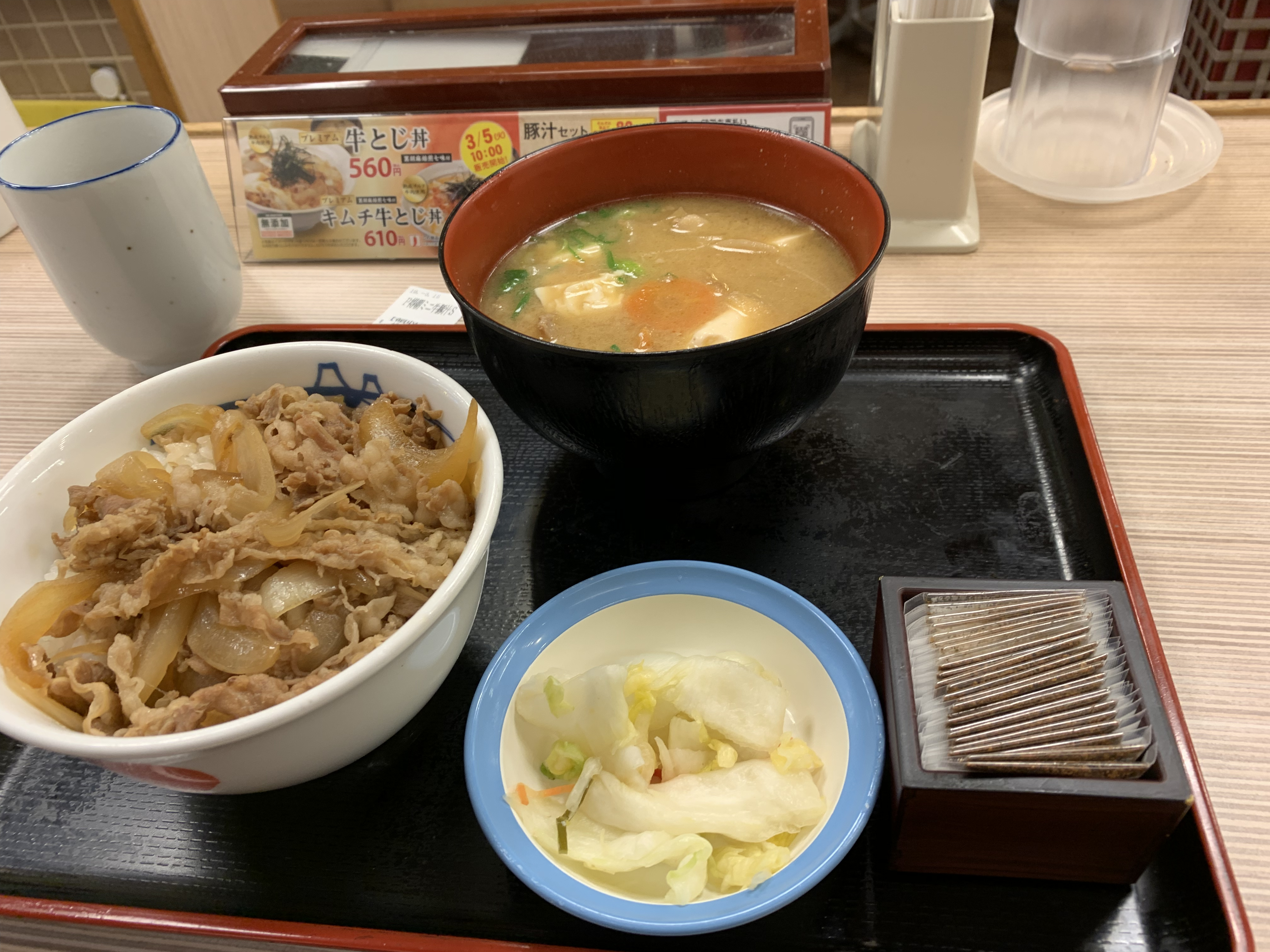
Phần cơm thịt bò tại Matsuya

Matsuya Foods Co. (株式会社松屋フーズ Kabushiki-gaisha Matsuya Fūzu) là chuỗi nhà hàng Nhật Bản, bao gồm cả Matsuya (松屋), chuyên bán gyūdon (hoặc gyūmeshi), cà ri Nhật Bản và teishoku. Matsuya được thành lập tại Nhật Bản vào năm 1966, do Toshio Kawarabuki sáng lập. Tính đến  năm 2018, Tính đến năm 2018, Matsuya có 1.080 nhà hàng trên khắp 33 tỉnh của Nhật Bản. Các cửa hàng ở nước ngoài có thể được tìm thấy ở Trung Quốc và Đài Loan. Ngoài Matsuya, công ty còn điều hành một chuỗi nhà hàng bao gồm cà ri, tonkatsu, sushi và nhà hàng bán món ăn Trung Quốc.